# Krasnije Vorota
Krasnije Vorota (ryska: Кра́сные воро́та. "Röda Porten") är en tunnelbanestation på Sokolnitjeskajalinjen i Moskvas tunnelbana. 
Stationen invigdes den 15 maj 1935 och är namngiven efter torget där den berömda triumfbågen Röda porten stod fram tills 1928 då den revs.
Krasnije Vorota var en av Moskvas första fyra djupliggande stationer, och en av de två första med trevalvsdesign (med tre parallella, cirkulära tunnlar).

## Galleri

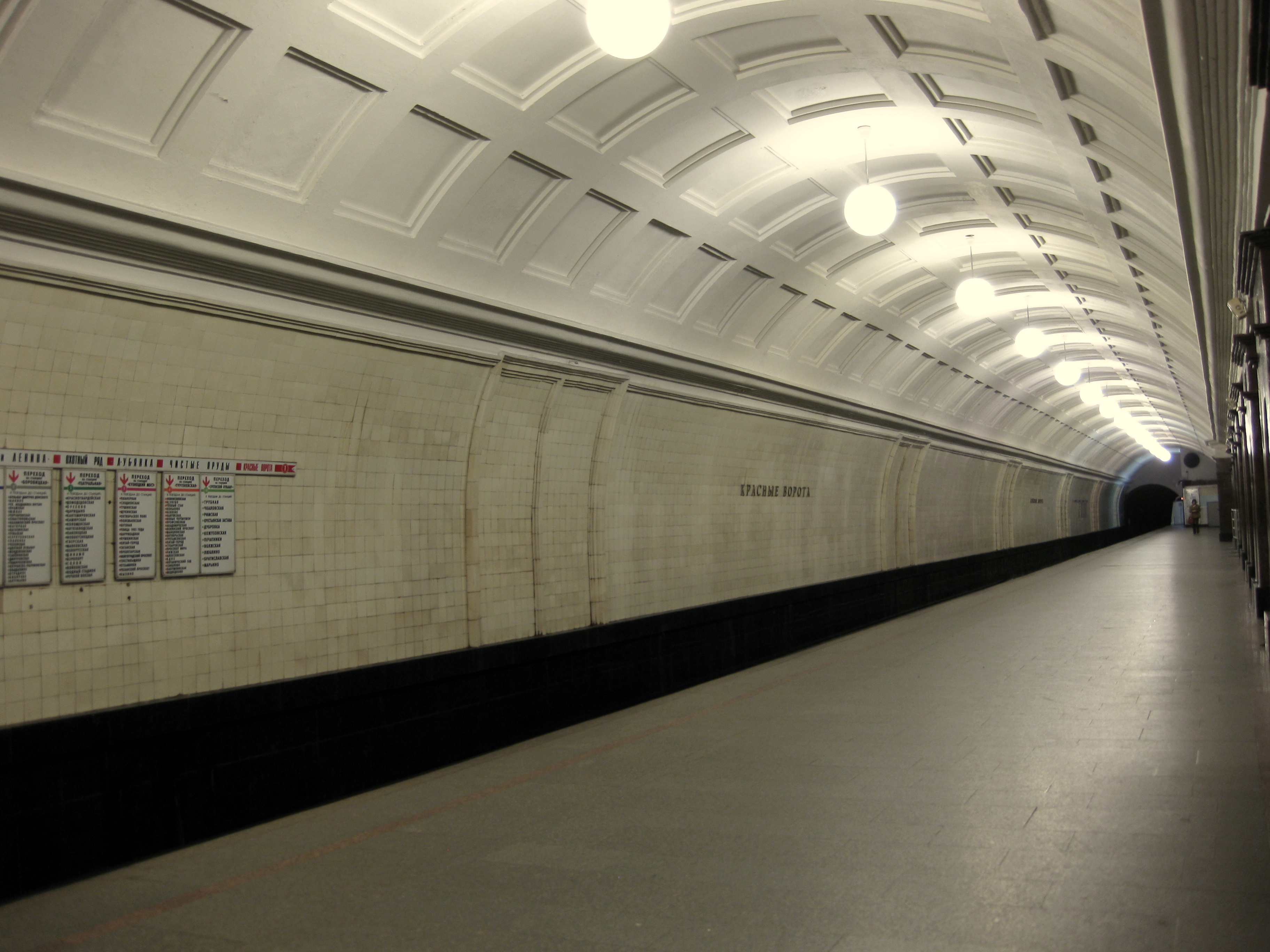
Perrong.
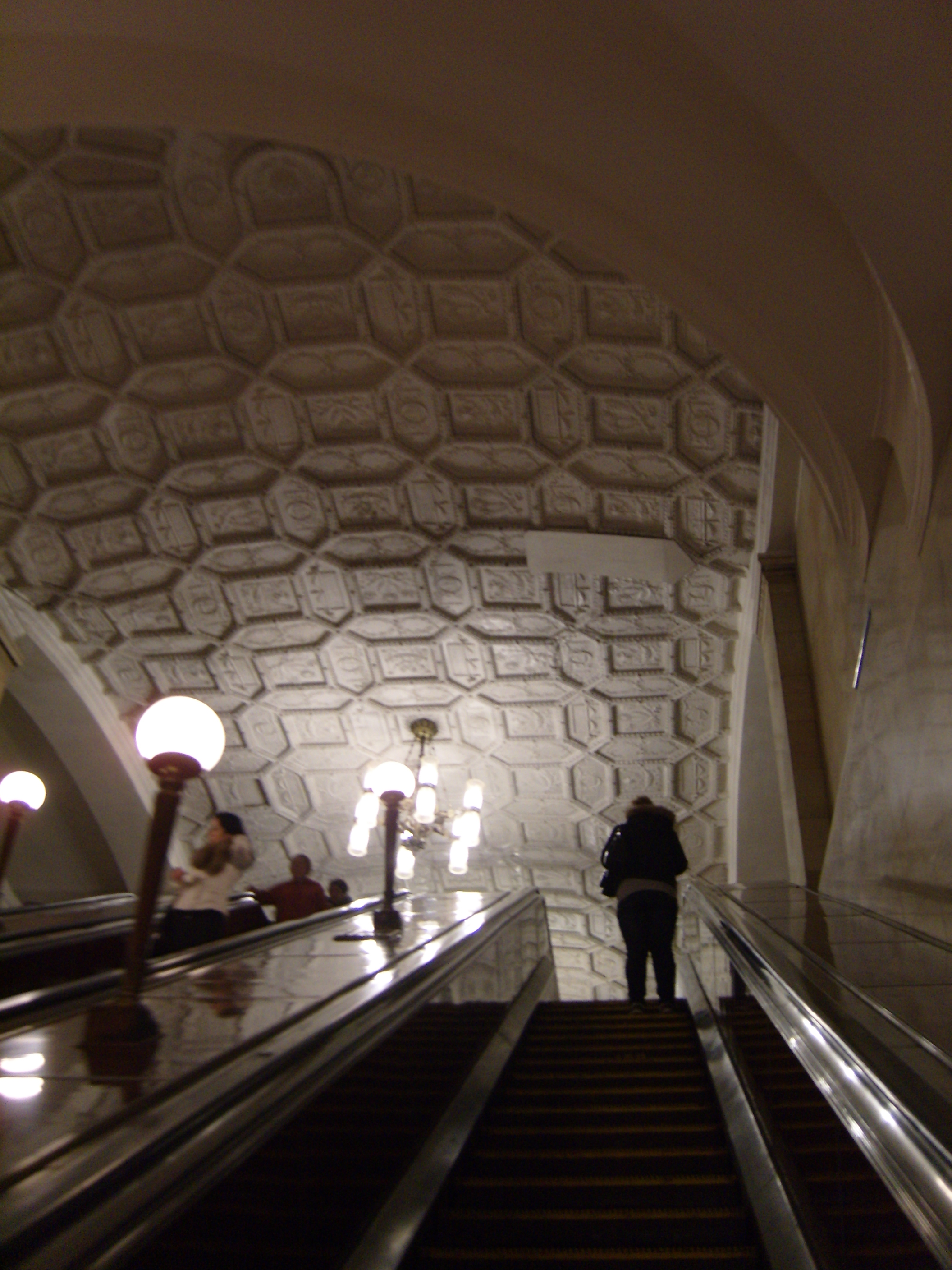
Norra rulltrapporna.
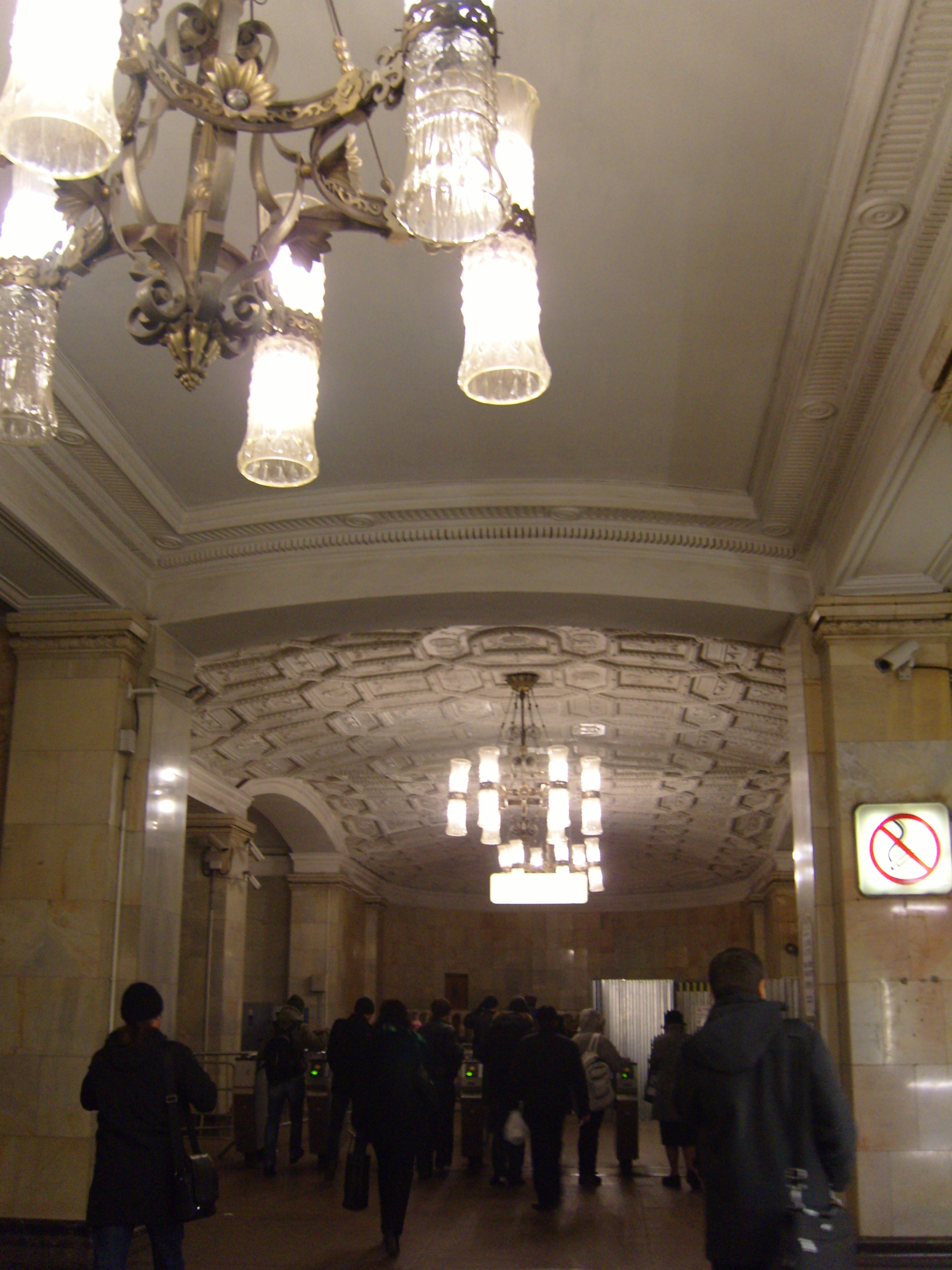
Norra hallen.